# Rosecliff
Rosecliff è una magione della Gilded Age situata a Newport, Rhode Island, oggi aperta al pubblico come casa museo storica. L'abitazione era nota anche come Hermann Oelrichs House o J. Edgar Monroe House.
La costruzione di Rosecliff ebbe luogo tra il 1898 e il 1902, per volontà di Theresa Fair Oelrichs, ereditiera dell'industria dell'argento proveniente dal Nevada, figlia di James Graham Fair, uno dei quattro soci dell'impresa mineraria Comstock Lode. Era sposata con Hermann Oelrichs, agente americano della compagnia di navigazione Norddeutscher Lloyd. Insieme al marito e alla sorella, Virginia Fair, acquistò il terreno nel 1891 dalla proprietà di George Bancroft, affidando allo studio di architettura McKim, Mead & White l'incarico di progettare una residenza estiva adatta a ricevimenti su larga scala. Non avendo molte altre occasioni per esprimere la propria energia, Theresa si dedicò con grande entusiasmo alla vita mondana, diventando, insieme a Mrs. Stuyvesant Fish e Mrs. O.H.P. Belmont (di Belcourt, nelle vicinanze), una delle tre grandi ospiti della società di Newport.
L'architetto principale, Stanford White, modellò la villa ispirandosi al Grand Trianon di Versailles, riducendone le dimensioni e semplificandone la struttura in una pianta a "H". Mantenne comunque lo schema di Mansart, caratterizzato da una galleria vetrata con finestre ad arco e pilastri ionici accoppiati, che si trasformano in colonne lungo la loggia centrale. La versione di Rosecliff realizzata da White aggiunge al Grand Trianon un secondo piano con parapetto, che maschera un terzo livello arretrato, destinato a venti piccole camere per la servitù e alla lavanderia.

## Costruzione e interni
Il progetto architettonico fu affidato nel 1898 allo studio McKim, Mead & White, mentre la decorazione degli interni venne curata dalla filiale di New York della Jules Allard and Sons. I lavori di costruzione iniziarono nel 1899, ma l’inverno rigido rallentò il progresso. Durante quella stessa stagione, la sorella di Mrs. Oelrichs sposò William K. Vanderbilt II, e la casa doveva essere pronta per ospitare ricevimenti nella successiva stagione mondana di Newport. Mrs. Oelrichs, impaziente, vi si trasferì nel luglio 1900, allontanando gli operai per poter organizzare il primo ricevimento nell’agosto successivo: una cena per centododici invitati, intesa a superare il Harvest Festival Ball di Mrs. Stuyvesant Fish, tenuto a Crossways. Le zone ancora incomplete furono abilmente celate con felci e decorazioni floreali. La villa fu completata solo nel 1902.
La struttura in mattoni di Rosecliff è rivestita con piastrelle di terracotta bianca architettonica. Il raffinato progetto spaziale di Stanford White offriva scorci en filade attraverso porte allineate, centrate su sontuosi camini monumentali con alti sovramantelli sporgenti.
Il corpo centrale dell’edificio è interamente occupato dalla sala da ballo, come previsto nei piani originali di White. Priva dell’arredamento in stile Luigi XIV, la sala poteva fungere da spazio per ricevimenti di dimensioni eccezionali, misurando circa 12 × 24 metri. Il suo schema architettonico alterna lesene corinzie singole e doppie con finestre ad arco e porte incassate, richiamando l’articolazione della facciata esterna. Da qui si accede, tramite porte-finestre francesi ai lati, a una terrazza semplice con ampie scale che conducono al prato affacciato sull’oceano o a un giardino terrazzato ornato con una fontana centrale.
Nel corpo laterale nord, uno dei due che si protendono ai lati del blocco centrale, si trovano la sala da pranzo e la sala biliardo, separate da un atrio in marmo. Sul lato dei servizi, l’atrio è affiancato da una dispensa attrezzata con due montacarichi che comunicano con le cucine poste al piano seminterrato, illuminate discretamente dal cortile dei servizi interrato posto a nord. L’ingresso principale, situato sull’ala sud, è preceduto da un vestibolo in cui l’ordine ionico della facciata è ripreso internamente, arricchito da un marcato cornicione che divide l’altezza in rapporto 2:3.
Il vestibolo è separato da un sontuoso Stair Hall attraverso un pannello tripartito con apertura centrale ad arco, sormontata da aperture rotonde in cui sono collocati vasi barocchi. Lo Stair Hall si estende dal blocco sud per ospitare una grande scala che si apre con una rampa a forma di cuore, suddivisa in due rampe simmetriche che si ricongiungono al piano superiore.
Oltre lo Stair Hall si trova il Salon, di proporzioni identiche alla sala da pranzo (30 × 40 piedi), inizialmente decorato con arazzi. Il soffitto è a cassettoni, mentre il grande camino in stile gotico, realizzato in pietra di Caen, rappresenta l’unica eccentricità nell’insieme degli interni di Rosecliff.
Al piano superiore si trovano tre camere da letto padronali di pari importanza e diverse stanze per gli ospiti, disposte secondo una flessibile configurazione che consente di collegarle o separarli tramite porte interne, tutte dotate di servizi privati. Ogni stanza è isolata dal corridoio principale mediante spogliatoi intermedi, garantendo la privacy totale dai movimenti del personale, il quale utilizzava due scale secondarie, ricavate in spazi più piccoli rispetto agli armadi delle suite padronali.
Il ricevimento più celebre di Mrs. Oelrichs fu il Bal blanc, tenutosi il 19 agosto 1904 in occasione delle Astor Cup Races, caratterizzato da un tema dominato dal bianco e dall’argento.
Mrs. Oelrichs morì a Newport il 22 novembre 1926. La cerimonia funebre si svolse presso la “splendida sala degli arazzi blu e oro” di Rosecliff.

### Famiglia Monroe
Hermann Oelrichs Jr. mantenne Rosecliff all'interno della famiglia fino al 1941, anno in cui la tenuta passò attraverso diversi cambi di proprietà, fino all'acquisto da parte del signor e della signora J. Edgar Monroe di New Orleans nel 1947. Il signor Monroe, gentiluomo del Sud che aveva costruito la propria fortuna nell'industria navale, giungeva ogni estate a Newport con la moglie Louise per sfuggire alla calura estiva degli Stati del Sud. La coppia divenne nota per le sontuose feste organizzate a Rosecliff, molte delle quali ispirate al Mardi Gras, evento che permetteva ai Monroe di indossare elaborati costumi e divertirsi in maniera giocosa. Diversamente dai ricevimenti rigidi e formali di Mrs. Oelrichs, le celebrazioni dei Monroe si distinguevano per l’atmosfera rilassata e informale.
Nel 1941, Hermann Oelrichs Jr. vendette tutti gli arredi della dimora. Nel 1971, il signor e la signora Monroe donarono l'intera proprietà, inclusi i suoi contenuti, alla Preservation Society of Newport County, insieme a un fondo operativo di 2 milioni di dollari. La tenuta fu così aperta al pubblico per visite guidate. Mr. Monroe continuò a frequentare Rosecliff in occasione di eventi benefici fino alla sua morte nel 1991.
La celebre varietà di rosa American Beauty fu sviluppata da un precedente proprietario della tenuta, George Bancroft, insieme al suo giardiniere.

## Cinema e televisione
La sala da ballo di Rosecliff è stata utilizzata per le riprese di diverse produzioni cinematografiche, tra cui Il grande Gatsby nella versione del 1974, Betsy, Alta società, True Lies e Amistad.
Il 19 settembre 2017, sono state girate presso Rosecliff le riprese di tre episodi della serie televisiva americana Antiques Roadshow, trasmessa dalla rete PBS. L’evento ha attirato circa 3.000 visitatori che hanno portato i propri oggetti d'antiquariato per la valutazione. Per la prima volta in 22 stagioni, gli episodi includevano stime effettuate all'aperto, anche se i piani iniziali, che prevedevano tutte le valutazioni all’esterno, furono modificati a causa delle piogge provocate dall’uragano Jose al largo della costa. Di conseguenza, molte valutazioni si svolsero all’interno della villa o in apposite tende montate nei giardini. I tre episodi sono andati in onda su PBS nel maggio 2018.